# Battaglia di Durlach
La battaglia di Durlach fu uno scontro militare avvenuto il 25 giugno 1849 nei pressi della città di Durlach, in Germania tra l'esercito rivoluzionario e le forze federali prussiane.

## Antefatto
Dopo che il corpo d'armata prussiano del generale Hirschfeld aveva attraversato il Reno nei pressi di Germersheim il 20 giugno e aveva combattuto la battaglia di Waghäusel contro i rivoluzionari tedeschi il 21 giugno, l'esercito irregolare si era trovato circondato dalle truppe nemiche. Malgrado ciò, il comandante Mierosławski guidò le sue unità in modo  da evitare la cattura e riuscì a farle raccogliere nell'area di Karlsruhe. A Ladenburg, Sinsheim ed Ubstadt vi furono degli scontri durante la ritirata dei rivoluzionari, e la stessa città di Karlsruhe si dimostrò ostile ai rivoluzionari e fedele alle truppe federate, per cui Mierosławski cercò di evitare di  combattere lì una grande battaglia, spostando invece il fronte verso il corso del Murg. La divisione di Becker doveva coprire questa ritirata.

## La battaglia

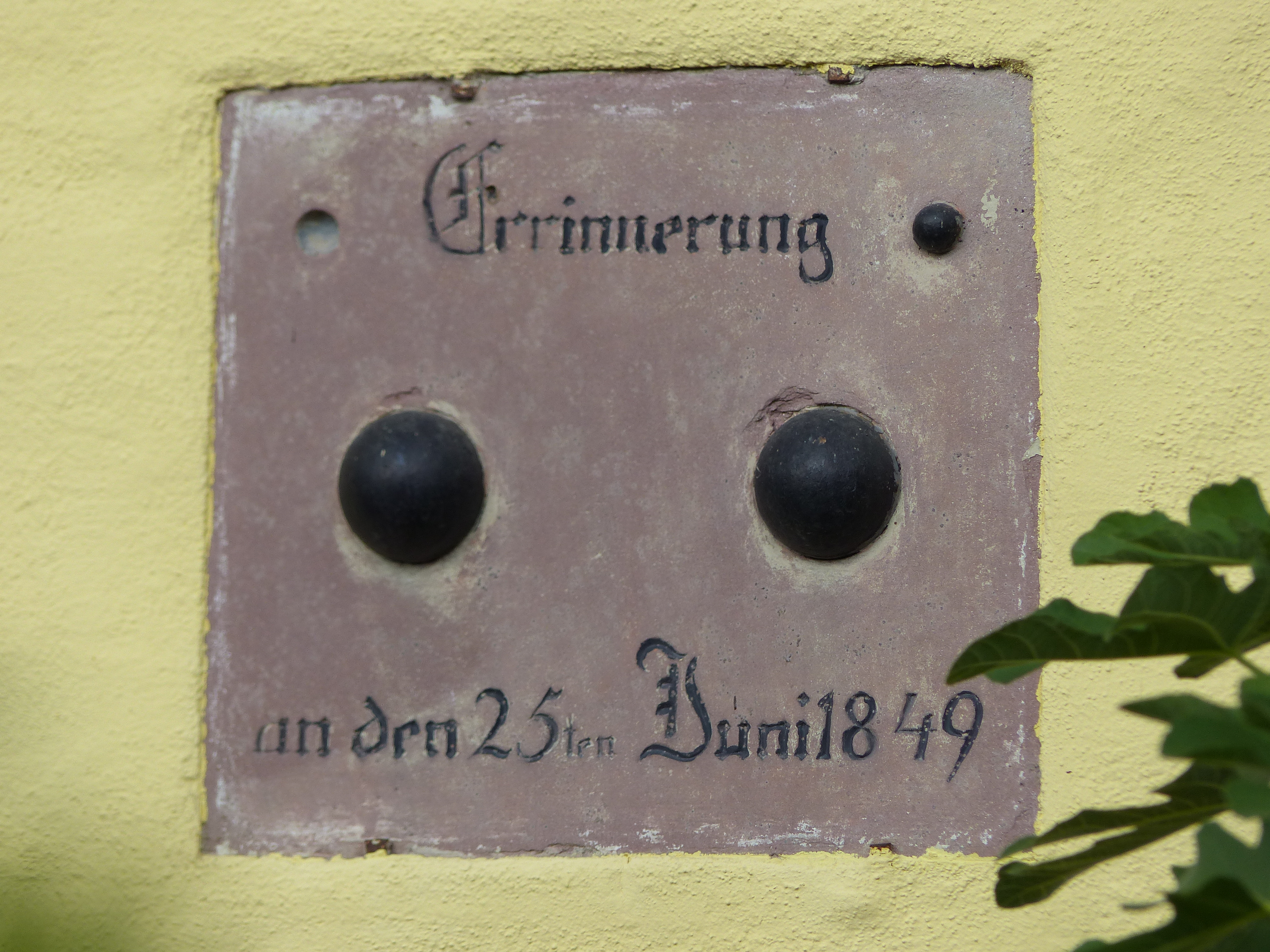
Facciata di una casa di Durlach con incastonate due palle di cannone prussiane in ricordo del combattimento del 25 giugno 1849

Dopo il primo scontro tra l'esercito prussiano e quello rivoluzionario attorno alle 10:00, il colonnello von Brandenstein prese l'iniziativa di lanciare un attacco da nord attorno alle 13:00 dirigendosi verso le tre barricate che l'esercito rivoluzionario aveva eretto a copertura dei valichi del Pfinz. A tale scopo furono utilizzati battaglioni del 28º e 30º reggimento di fanteria e quattro cannoni. A causa del forte fuoco difensivo, le truppe prussiane non poterono sfondare le linee nemiche come avrebbero voluto. Il 2º battaglione (Iserlohn) del 16º reggimento Landwehr al comando del maggiore Emil von Bornstedt venne respinto e subì pesanti perdite. I prussiani nel frattempo aggirarono le truppe rivoluzionarie passando per Grötzingen e Rintheim ed alle 15:30 riuscirono a costringere le truppe rivoluzionarie a ritirarsi per non finire circondate. I prussiani si servirono inoltre di 10 cannoni, mentre le truppe rivoluzionarie non poterono contare sul supporto dell'artiglieria.

## Conseguenze
La resistenza delle truppe rivoluzionarie permise se non altro al comandante in capo Mierosławski di portare tutto il materiale bellico delle truppe rivoluzionarie di Karlsruhe ed i rifornimenti dalla polveriera di Ettlinger a Rastatt, pur non riuscendo a portare le sue truppe sulla linea Murg.